# Prva Liga 1950
In 1950 werd het 21ste seizoen gespeeld van de Prva Liga, de hoogste voetbalklasse van Joegoslavië. Hajduk Split werd kampioen. 
Na dit seizoen werd de club Nasa Krila Zemun ontbonden. 

## Eindstand
| Plaats | Club               | Wed. | W  | G | V  | Saldo | Ptn. |
| ------ | ------------------ | ---- | -- | - | -- | ----- | ---- |
| 1.     | Hajduk Split       | 18   | 10 | 8 | 0  | 28:13 | 28   |
| 2.     | Rode Ster Belgrado | 18   | 12 | 2 | 4  | 44:18 | 26   |
| 3.     | Partizan Belgrado  | 18   | 12 | 2 | 4  | 46:19 | 26   |
| 4.     | Dinamo Zagreb      | 18   | 9  | 4 | 5  | 23:17 | 22   |
| 5.     | FK Sarajevo        | 18   | 7  | 3 | 8  | 30:27 | 17   |
| 6.     | Nasa Krila Zemun   | 18   | 5  | 4 | 9  | 18:29 | 14   |
| 7.     | BSK Belgrado       | 18   | 4  | 6 | 8  | 19:32 | 14   |
| 8.     | Lokomotiva Zagreb  | 18   | 4  | 5 | 9  | 18:28 | 13   |
| 9.     | Spartak Subotica   | 18   | 3  | 4 | 11 | 15:29 | 10   |
| 10.    | Buducnost Titograd | 18   | 3  | 4 | 11 | 15:44 | 10   |

|  | Kampioen   |
|  | Degradatie |

1923 · 1924 · 1925 · 1926 · 1927 · 1928 · 1929 · 1930 ·  1931 · 1932 · 1933 · 1934/35 · 1935/36 ·  1936/37 · 1937/38 · 1938/39 · 1939/40 · 1940/41 ·  1941/42 · 1942/43 · 1943/44 · 1944/45 · 1945 · 1946/47 · 1947/48 · 1948/49 ·  1950 · 1951 · 1952 ·  1952/53 · 1953/54 · 1954/55 · 1955/56 · 1956/57 · 1957/58 · 1958/59 · 1959/60 · 1960/61 · 1961/62 · 1962/63 · 1963/64 · 1964/65 · 1965/66 · 1966/67 · 1967/68 · 1968/69 · 1969/70 · 1970/71 · 1971/72 · 1972/73 · 1973/74 · 1974/75 · 1975/76 · 1976/77 · 1977/78 · 1978/79 · 1979/80 · 1980/81 · 1981/82 · 1982/83 · 1983/84 · 1984/85 · 1985/86 · 1986/87 · 1987/88 · 1988/89 · 1989/90 · 1990/91 · 1991/92